# Mzamiru Yassini
Mzamiru Yassini Selemba (ur. 1 marca 1996 w Morogoro) – tanzański piłkarz grający na pozycji ofensywnego pomocnika. Od 2021 jest zawodnikiem klubu Simba SC.

## Kariera klubowa
Swoją karierę piłkarską Yassini rozpoczął w klubie Mtibwa Sugar FC. W 2015 roku zadebiutował w nim w tanzańskiej pierwszej lidze. W 2016 roku przeszedł do Simba SC. W sezonach 2017/2018, 2018/2019, 2019/2020 i 2020/2021 wywalczył z nim cztery mistrzostwa Tanzanii. Z kolei w sezonach 2016/2017 i 2021/2022 został z nim wicemistrzem kraju. Zdobył też dwa Puchary Tanzanii w sezonach 2016/2017 i 2019/2020.

## Kariera reprezentacyjna
W reprezentacji Tanzanii Yassini zadebiutował 13 listopada 2015 roku w przegranym 0:3 towarzyskim meczu z Zimbabwe, rozegranym w Harare.